# Hans von Geyer zu Lauf
Hans von zu Geyer Lauf fue un pintor alemán que nació el 14 de enero de 1895 en Friburgo de Brisgovia, Baden-Wurtemberg, Alemania donde creció en el barrio Günterstal. En 1917 se trasladó a Dießen am Ammersee y en 1919 a Schönberg en la Hessische Bergstraße. Desde 1940 vivió de nuevo en Friburgo, esta vez en un apartamento estudio que fue destruido durante el ataque aéreo sobre Friburgo en 1944. Después del final de la guerra se trasladó a Emmendingen y, finalmente, en 1954, regresó a Friburgo donde vivió hasta su muerte en un accidente de coche el 10 de agosto de 1959.
La pintura sobre tablas Un canto cósmico es la obra principal del pintor.

## Colección Geyer zu Lauf
En 1997 el Círculo de Amigos Geyer zu Lauf instaló una exposición permanente de pinturas, dibujos y gráficos de todas las fases creativas del artista en la antigua fábrica de cerveza Hodel en Emmendingen. Su obra principal, la pintura sobre tablas, que fue sólo un préstamo, fue vendida en 2008. Pero la segunda esposa y viuda del pintor, Isolde von Geyer zu Lauf que nació el 27 de febrero de 1911 y murió el 28 de mayo de 2011 instituyó al Círculo de Amigos heredero único y por consiguiente la colección ha aumentado considerablemente y ha sido necesario archivarla. Por tanto no puede ser visitada actualmente.

## Enlaces
- Círculo de Amigos Geyer zu Lauf

- Datos: Q1583406